# Subfusil Carlo
El Carlo (en árabe: كارلو‎), también llamado Carl Gustaf, es un subfusil improvisado manufacturado por pequeños talleres en los Territorios Palestinos. Su diseño fue inspirado por el subfusil sueco Carl Gustaf M/45 y su variante egipcia Port Said, sin embargo su parecido es con frecuencia ligero. La naturaleza artesanal del Carlo hace que sea barato en el mercado negro, donde no solamente es comprado por terroristas palestinos, sino también por delincuentes palestinos e israelíes. El Carlo es barato y precisa poca habilidad o herramientas para producirlo, pero es impreciso y proclive a bloquearse. Recibió su nombre a partir del Carl Gustaf M/45.
El arma también se ha vuelo popular entre el crimen organizado fuera de Israel, incluyendo Europa del Este, América del Sur, el Caribe y Australia, además de las Brigadas Izz ad-Din al-Qassam de Hamás y las Brigadas Al-Quds de la Yihad Islámica Palestina.
Desde el 1 de octubre de 2016, se registró el uso del Carlo en 68 ataques.

## Historia
El Carlo fue identificado por primera vez en 2000 por oficiales de la Policía de Israel, siendo empleado por delincuentes palestinos e israelíes.
El 17 de junio de 2014, el Ejército israelí informó que durante una incursión en Nablús, los miembros de las fuerzas especiales Yahalom capturaron varios subfusiles Carlo en un escondite de armas.
El 3 de febrero de 2016, el Carlo fue identificado como el arma empleada para dispararle al oficial de la Policía de Frontera israelí Hadar Cohen, teniendo algunas piezas hechas de viejas tuberías de acero. En el tiroteo de Tel Aviv del 8 de junio de 2016, dos tiradores palestinos abrieron fuego dentro del Mercado Sarona, matando a cuatro israelíes. En aquel entonces, se informó que los subfusles Carlo se bloquearon después de disparar a corto alcance.
El Carlo fue visto el 14 de marzo de 2016, durante un ataque contra soldados israelíes en Hebrón. Las agencias policiales israelíes, inclusive el Shin Bet, llevaron a cabo redadas el 16 de marzo de 2016 para desbaratar los talleres de armeros clandestinos que producían el Carlo.
El 14 de julio de 2017, tres terroristas árabe israelíes armados con subfusiles Carlo, abrieron fuego en el Monte del Templo y mataron a dos policías drusos israelíes, Haiel Sitawe y Kamil Shnaan.

## Diseño

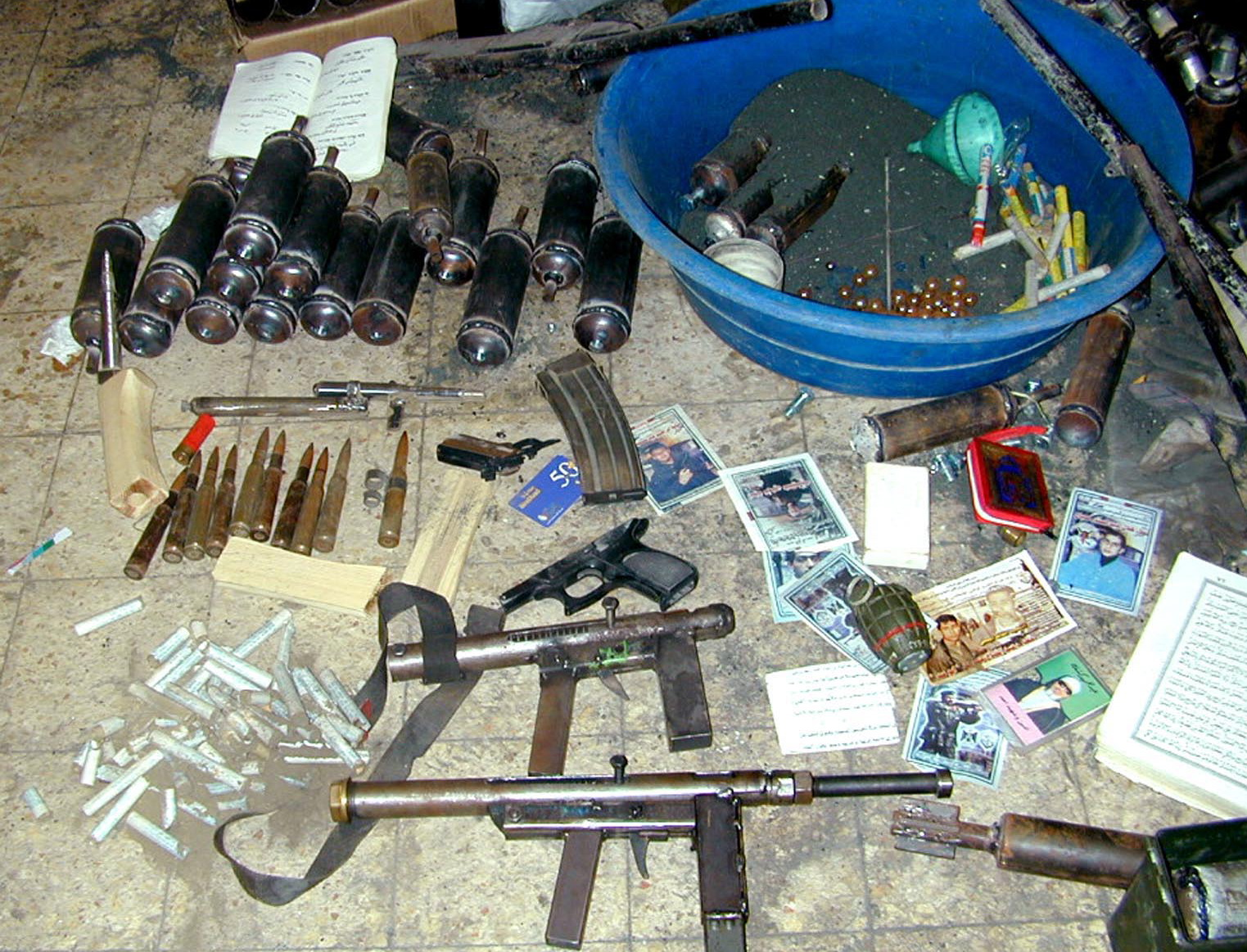
Dos subfusiles Carlo capturados por soldados israelíes en un escondite de armas en Nablús.

Producido en varios lugares a través de talleres clandestinos y frecuentemente con piezas de armas de segunda mano, las especificaciones del Carlo no son uniformes. Inicialmente, estaba hecho en parte con tuberías de acero desechadas. Algunos modelos más recientes del Carlo han sido producidos con cañones con ánima estriada, elevando su precio de menos de 800 dólares a casi 4.000 dólares.
En fechas recientes, la mayoría de las piezas necesarias para producir el Carlo han sido obtenidas de fusiles tipo M4 capturados o robados, ya sea de cuarteles del Ejército israelí o de casas cuyos propietarios poseen un fusil tipo M4. Otros son hechos con piezas de fusiles que pueden comprarse fácilmente en línea, con algunos incorporando piezas de fusiles de airsoft o paintball.
Con frecuencia calibrado para el cartucho 9 x 19 Parabellum, también se producen variantes calibradas para los cartuchos .22 Long Rifle, 7,65 x 17 Browning, 9 x 18 Makarov y 5,56 x 45 OTAN, pero se sugiere que la presencia del último es imposible porque los ejemplares del arma tenían cargadores de M4 modificados para alojar cargadores de Uzi o a veces de pistola semiautomática. Algunos de estos estaban hechos con pistoletes tipo M16 y cargadores de 25 cartuchos tipo Uzi. Un Carlo capturado tenía un cargador STANAG, que era empleado para ocultar un cargador de Uzi o uno artesanal. Otros estaban basados en los cargadores del HK MP5 y de los fusiles AK. Solo puede disparar en modo automático y a cerrojo abierto, con la portilla de eyección en el lado izquierdo del cajón de mecanismos y la manija de carga en el lado derecho del cajón de mecanismos.
El Carlo fue hecho para ser compacto, siendo portado escondido en el lado izquierdo de la ropa (usualmente una chaqueta) y desenfundado con la mano derecha para dispararlo.